# Nghệ thuật chiến dịch
Nghệ thuật chiến dịch (tiếng Nga оперативное искусство, tiếng Anh operational art) là một khái niệm lý luận quân sự bắc cầu giữa chiến lược và chiến thuật được các nhà lý luận quân sự Xô Viết, mà nổi bật là Nguyên soái Liên Xô M.N Tukhachevsky và A.A. Svechin giới thiệu vào giữa những năm 1920 nhằm thích ứng với quy mô lớn hơn của chiến tranh, khi chiến thắng cuối cùng không thể đạt được bằng một số ít trận đánh quyết định, mục tiêu chiến lược không thể hoàn thành bằng các hoạt động chiến thuật riêng lẻ.
Sau Chiến tranh Việt Nam, nghệ thuật chiến dịch được nghiên cứu trong giới quân sự Mỹ vào năm 1982. Họ rút tỉa và kết hợp với các khái niệm cơ bản về chiến dịch - chiến thuật của nhà lý luận quân sự người Đức Carl von Clausewitz để tổng kết thành Điều lệ thực hành chiến dịch của Quân đội Mỹ. Qua ứng dụng thành công của Quân đội Mỹ và Đồng Minh ở hai cuộc chiến tranh vùng Vịnh, nghệ thuật chiến dịch được nghiên cứu và áp dụng ở nhiều quân đội lớn trên thế giới, đồng thời được xem là bước tiến triển lớn của khoa học quân sự hiện đại.

## Khái niệm
Nghệ thuật chiến tranh từ lâu đã phân chia thành chiến lược quân sự và chiến thuật quân sự. Về sau, các nhà quân sự Liên Xô phát triển nghệ thuật chiến dịch lần đầu tiên. Nó đã được xác định đưa vào ứng dụng và ngành quân sự đã phân chia thành chiến lược, nghệ thuật chiến dịch và chiến thuật. Nghệ thuật chiến dịch được xem xét là bộ phận độc lập của nghệ thuật quân sự, là bộ phận không thể thiếu của nghệ thuật quân sự.
Mặc dù, giới quân sự xem xét rằng vẫn chưa giải thích được sự khác biệt đáng kể giữa nó và chiến thuật, theo cách hiểu giản đơn, nghệ thuật chiến dịch thường được giải thích là các chiến thuật và việc quản trị chúng. Đó là nghệ thuật tiến hành các hoạt động quân sự lớn, trận chiến, trận đánh. Theo định nghĩa đầy đủ hơn, nghệ thuật chiến dịch "biểu thị chuỗi mệnh lệnh liên kết các chi tiết cụ thể về chiến thuật với các mục tiêu chiến lược". Đó là hành động nằm cùng với nhiều hành động khác trong một chuỗi hành động được thống nhất để theo đuổi một mục tiêu, tương tác nhau, lựa chọn cách thức tương tác, phối hợp nhiều chiến thuật khác nhau.
Khái niệm được đặt là Nghệ thuật chiến dịch thay vì Khoa học chiến dịch được lập luận là có lý do. Từ "nghệ thuật" được sử dụng chứ không phải "khoa học" là do việc chỉ huy hoạt động của người chỉ huy quân đội phần lớn mang tính chất sáng tạo. Khái niệm này không có ở phương Tây, ngành quân sự các nước phương Tây chỉ chia thành chiến lược và chiến thuật. Việt Nam là quốc gia cộng sản thân Liên Xô, ngành quân sự cũng bị ảnh hưởng trong việc phân chia 3 cấp. Trong đó, cấp chiến lược thường được gọi là nghệ thuật tác chiến chiến lược, cấp chiến dịch được gọi là nghệ thuật chiến dịch tiến công. Nghệ thuật chiến dịch tiến công được xác định là nghệ thuật chọn hướng tiến công và mục tiêu tiến công chủ yếu đúng và hiểm; nghệ thuật nghi binh, lừa địch tạo thế, giữ quyền chủ động; nghệ thuật tạo ưu thế,...

## Vai trò
Nghệ thuật quân sự đã chia thành ba phần: chiến thuật, nghệ thuật chiến dịch, chiến lược; trong đó có bộ phận tách biệt nghệ thuật chiến dịch. Điều này đã "góp phần phát triển có mục đích hơn các lý thuyết về chiến lược và chiến thuật, kích thích sự phát triển sâu sắc các vấn đề cấu thành chủ đề và tính đặc thù của chúng". Mỗi phần trong số này có sự đặc trưng riêng trong chiến tranh, trong đó nghệ thuật chiến dịch là khâu thực hiện yêu cầu mà chiến lược đề ra.
Nghệ thuật chiến dịch không chỉ ứng dụng cho lục quân mà còn ứng dụng cho hải quân. Nghệ thuật chiến dịch hải quân là một phần không thể thiếu trong nghệ thuật hải quân của Liên Xô, cùng với chiến thuật hải quân và chiến lược hải quân. Nó cũng ứng dụng trong lĩnh vực không quân và phòng không.
Trong chiến tranh Đông Dương, lực lượng của Đảng Cộng sản Việt Nam phải từng bước chuyển hóa thế yếu của mình trước quân đội Pháp. Họ nhận định rằng quân đội họ "từng bước trưởng thành", "vừa đánh vừa học" do đó việc tiếp thu và áp dụng nghệ thuật chiến dịch cũng phải phát triển dần.

## Lịch sử
Nghệ thuật chiến dịch bắt đầu từ những năm 1930, xuất phát từ những nghiên cứu về tác chiến chiều sâu. Sự hình thành và phát triển của nó được xem là quy luật phát triển của chiến tranh.

### Sách tiếng Nga
- Андрей Антонович Гречко, Дмитрий Федорович Устинов, Институт voennoĭ истории (1974). История второи мировои воины, 1939-1945, Tập 3. Воен. изд-во Министерства обороны СССР (NXB Quân sự Bộ Quốc phòng Liên Xô).{{Chú thích sách}}:  Quản lý CS1: nhiều tên: danh sách tác giả (liên kết)
- Александр Александрович Строков (1955). История военного искусства, Tập 1. Voen. izd-vo (NXB Quân đội).
- Алексей Исаев (2022). Мифы и правда о маршале Жукове. Litres (Литрес). ISBN 9785457047440.
- В. И Ачкасов, Н. Б. Павлович (1973). Советское военно-морское искусстве в великой отечественной войне. Voenizdat (Voennoe Izdatelstvo: Ấn bản quân sự).
- Василий Герасимович Резниченко (1987). Тактика. Voen. izd-vo (NXB Quân đội).
- Валентин Александрович Рунов (2018). Военное искусство вермахта. От блицкрига до поражения. Издательство Вече (NXB Veche). ISBN 9785448473401.
- Валерий Янович, Юрий Байрамуков, Евгений Драбатулин, Виталий Гавриленко, Сергей Гончарик, Леонардас-Егонас Церас (2022). Тактическая подготовка курсантов учебных военных центров. Litres (Литрес). ISBN 9785041774271.{{Chú thích sách}}:  Quản lý CS1: nhiều tên: danh sách tác giả (liên kết)
- Б. Киселев (2016). Англо-русский словарь военно-технической и сопутствующей лексики и сокращений с комментариями. 2-е издание. Часть II: S – Z, сокращения, комментарии. Litres (Литрес). ISBN 9785040155347.
- Сергей Иванович Вавилов (1949). Большая советская энциклопедия, Tập 31. Изд-во Большая советская энциклопедия (NXB Đại bách khoa toàn thư Xô Viết).
- Сергей Трапицын, Марина Жарова, Полина Бавина, Елена Агапова, Зоя Апевалова, Алексей Кравцов (2020). Менеджмент в образовании 2-е изд., пер. и доп. Учебник и практикум для вузов. Litres (Литрес). ISBN 9785043226488.{{Chú thích sách}}:  Quản lý CS1: nhiều tên: danh sách tác giả (liên kết)
- Махмут Ахметович Гареев (1985). М.В. Фрунзе - военный теоретик: взгляды М.В. Фрунзе и современная военная теория. Военное изд-во (NXB Quân sự).
- Михаил Абрамович Мильштейн, Алексей Кириллович Слободенко (1961). О буржуазной военной науке. Воен изд-во (NXB Quân sự).
- Завалкевич Леонард (2018). Процесс управления. Strelbytskyy Multimedia Publishing (NXB đa phương tiện Strelbytskyy).